# Brenierea insignis
Brenierea insignis – gatunek roślin z rodziny bobowatych (Fabaceae) reprezentujący monotypowy rodzaj Brenierea. Występuje w południowym i środkowym Madagaskarze. Rośnie na podłożu niewapiennym, na skałach metamorficznych w zaroślach kserofitycznych. Nazwa naukowa rodzaju upamiętnia J. Brenièra – dyrektora urzędu rolniczego w Betioky, który zebrał tę roślinę i przekazał botanikowi Jean-Henri Humbertowi, który opisał takson.

## Morfologia
PokrójKrzew i niewielkie drzewo do 8 m wysokości silnie rozgałęziające się u nasady, z wzniesionymi pędami, które na końcach są przewęziste i spłaszczone (wykształcone jako gałęziaki). Młode pędy pokryte są srebrzystoszarymi tarczowatymi łuskami, które odpadają pozostawiając drobne wgłębienia. Pędy u nasady mają głęboko spękaną korę odpadającą wąskimi pasmami.
LiścieSkrętoległe i sezonowe, z dwoma drobnymi, całobrzegimi listkami. Przylistki także drobne i odpadające.
KwiatyDrobne, zebrane po 10–20 w gronach wyrastających w kątach liści. Działki dzwonkowatego kielicha są zrośnięte, na końcu z 5 krótkimi ząbkami. Korony brak. Pręcików jest 5 i są naprzemianległe 5 kremowożółtym prątniczkom nieznacznie tylko dłuższym od kielicha. Nitki pręcików są wolne. Słupek pojedynczy, z jedną zalążnią zawierającą zwykle dwa zalążki, zwieńczony dyskowatym znamieniem.
OwoceOkazałe, płaskie i gęsto owłosione strąki zawierające zazwyczaj tylko jedno, spłaszczone nasiono.

## Systematyka
Pozycja systematyczna
Gatunek i rodzaj z podplemienia Bauhiniinae, plemienia Cercideae i podrodziny Cercidoideae z rodziny bobowatych Fabaceae.